# Henk Uterwijk
Hendrik Uterwijk (Muiden, 24 augustus 1938 - Oudehorne, 14 oktober 2014) was een Nederlands acteur en regisseur.

## Loopbaan
Uterwijk ging in 1953 naar de hotelvakschool met het plan kok/kelner te worden en was als zodanig enige jaren werkzaam. In 1961 deed hij toelatingsexamen voor de academie voor dramatische kunst De Toneelschool te Amsterdam waar hij werd aangenomen. Na het behalen van zijn diploma in 1964 debuteerde hij bij het Nieuw Rotterdams Toneel (1964-1967). Vervolgens sloot hij zich aan bij Toneelgroep Studio (1967-1969) toentertijd onder leiding van Kees van Iersel en speelde daarna 10 jaar bij Zuidelijk Toneel Globe (1969-1979). Tot slot speelde hij een aantal jaar bij het toneel en jeugdgezelschap het Amstel Toneel (1982-1985). Verder nam hij deel aan een aantal vrije theaterproducties en was hij te zien in verschillende televisieproducties.

### Theater
Nieuw Rotterdams Toneel (1964-1967)
- 1964 - Faust van Johann Wolfgang von Goethe
- 1964 - Zoo of De menslievende moordenaar van Vercors
- 1965 - Een avond in de herfst van Friedrich Dürrenmatt, Leo de Hartogh
- 1965 - Incident in Vichy van Arthur Miller
- 1965 - Luther van John Osborne
- 1965 - Madame Sans-Gêne van Victorien Sardou, Emile Moreau
- 1965 - Nooit te laat van Sumner Arthur Long
- 1965 - Waanzin voor twee van Eugène Ionesco
- 1966 - Antigone van Sophocles
- 1966 - Arsenicum en oude kant van Joseph Kesselring
- 1966 - De dood van een handelsreiziger van Arthur Miller
- 1966 - De wolken voorbij van François Billetdoux
- 1966 - Hamlet, Prins van Denemarken van William Shakespeare
- 1966 - Wegens sterfgeval gesloten van Jan Wolkers
- 1967 - Het balkon van Jean Genet
- 1967 - Oom Wanja van Anton P. Tsjechov

Toneelgroep Studio (1967-1969)
- 1967 - Hoera Amerika van Jean-Claude van Itallie

Zuidelijk Toneel Globe (1969-1979)
- 1970 - Varkens van John Arden
- 1970 - Mahagonny van Bertolt Brecht, Kurt Weill
- 1971 - De hertogin van Malfi van John Webster bewerkt door Wilbert Bank
- 1971 - Een vijand van het volk van Henrik Ibsen bewerkt door Arthur Miller
- 1971 - Morgen zien we verder van Jean-Claude Grumberg
- 1972 - De Italiaanse strohoed van Eugène Labiche, Marc-Michel
- 1972 - Kooi van geluk van Dennis J. Reardon
- 1972 - Ziekenzorg of Zuster Norton verliefd van Peter Nichols
- 1973 - Een vleug van honing van Shelagh Delaney
- 1973 - Ik, Claudius van John Mortimer
- 1973 -  't Sint Juttemis bal van Remo Forlani
- 1974 - Een bruid in de morgen van Hugo Claus
- 1974 - Suiker van Hugo Claus
- 1975 - Leer om leer van William Shakespeare
- 1975 - Zaterdag zondag maandag van Eduardo de Filippo
- 1976 - Driekoningenavond of Wat u maar wilt van William Shakespeare
- 1976 - Een droomspel van August Strindberg
- 1977 - De rovers van Friedrich von Schiller
- 1977 - Goed gek van Mike Stott
- 1978 - Dimanche van Michel Deutsch
- 1978 - Kleine man, Wat nou? bewerkt door Tankred Dorst, Peter Zadek
- 1978 - Mooie Helena van Peter Hacks
- 1979 - Minna van Barnhelm van Gotthold Ephraim Lessing

Vrije theaterproducties (1980-1981)
- 1980 - Dracula van Hamilton Deane, John L. Balderston
- 1981 - Marinus, vuur en as van Peter Hille

Amstel Toneel (1982-1985)
- 1982 - Een aap om mee te praten van Jan Staal
- 1983 - Het najaar van de heksen van Mies Bouhuys
- 1984 - De reis naar Pietsiepats
- 1985 - Het Bangedierenbos van Karel Eykman
- 1986 - Braaaaaf van Ger Beukenkamp
- 1986 - Cyrano? van Hugo Heinen

### Film
- 1970 - Rubia's Jungle, regie: Pim de la Parra
- 1975 - Mens erger je niet, regie: Wim Verstappen
- 1975 - Keetje Tippel, regie: Paul Verhoeven
- 1977 - Soldaat van Oranje, regie: Paul Verhoeven
- 1983 - De Anna, regie: Eric van Zuylen

### Televisie
- 1964 - Het Paneel van Ingmar Bergman, als de smid
- 1966 - De zaak Sacco en Vanzetti, als James F. Weeks
- 1967 - De dood van een handelsreiziger van Arthur Miller, als Howerd
- 1968 - Ritmeester Buat
- 1968 - Kan je nog je eigen huis bedenken?
- 1969 - De Winkel van Sinkel
- 1969 - De Mist van Danilo Kiš
- 1969 - De kleine zielen van Couperus, als Henri
- 1970 - Oranje Hotel van Eduard Veterman
- 1974 - De vloek van Woestewolf van Paul Biegel, als Hertog Menomiliaan
- 1975 - Uit de wereld van Roald Dahl: De verrassing als Hoekman
- 1976 - Sil de strandjutter als Oene
- 1979-1980 - Marco de Hond als vader
- 1980 - Schipper naast God van Jan de Hartog, als Kapitein Kuiper
- 1980 - De zesde klas
- 1981 - Deadline als Frank Winter
- 1981 - Tatort afl. Duisburg-Ruhrort
- 1982 - Weekend
- 1983 - Sanne
- 1984 - Gat in de grens als Koos de Vries
- 1985 - Een aap om mee te praten van Jan Staal, als Circusdirecteur

### Stemmen
- 1975 - De mensheid bestaat uit mensen als vriend
- 1977-1983 - Maja de Bij als Flip de sprinkhaan e.a.
- 1978-1980 - Geheimagent Eekhoorn als Geheimagent Eekhoorn e.a.
- 1983 - De graaf van Monte Christo
- 1983-1984 - Nils Holgersson als de gans Maarten e.a.
- 1986 - Er was eens... Het Leven

### Regie
Centrum voor Nederlandse Dramaturgie
- 1975 - De Val van de Houtblazer van Frans Hydra

Bubastis - S.S.R. toneelvereniging afdeling Delft
- 1966 - Les Plaideurs van Racine

Zig-Zag - Amateurgezelschap te Delft
- 1967 - De Meid van Herman Heijermans
- 1968 - Pas op dat je geen woord zegt van Dimitri Frenkel Frank
- 1970 - Le Malentandu van Albert Camus

K.U.S.T. - Koninklijk Utrechts Studenten Toneel, verschillende producties
- 1979 - Don Gil met de groene broek van Tirso de Molina
- 1980 - Niet doen sneeuwwitje van Anton Koolhaas

Rederijkersvereniging Jacob van Lennep - Breda
- 1974 - Count Your Blessings van Ronald Jeans
- 1975 - How the other half loves van Alan Ayckbourn
- 1981 - Everything of the Garden van Edward Albee